# Felix Genn
Felix Genn (Burgbrohl, 6 marzo 1950) è un vescovo cattolico tedesco, dal 9 marzo 2025 vescovo emerito di Münster.

## Biografia
È nato il 6 marzo 1950 nella città di Burgbrohl ed è cresciuto in una fattoria a Wassenach.

## Formazione e ministero sacerdotale
Si è diplomato al Kurfürst-Salentin Gymnasium di Andernach nel 1969. Tra il 1969 e il 1974 ha intrapreso gli studi di teologia presso l'Università di Treviri e l'Università di Ratisbona. Infine, il 29 giugno 1985, ha ottenuto il dottorato di ricerca in teologia presso l'Università di Treviri. Ha scritto la sua tesi di dottorato su sant'Agostino.
È stato ordinato sacerdote l'11 luglio 1976 a Treviri dal vescovo Bernhard Stein. Dopo l'ordinazione è stato nominato curato della chiesa della Santa Croce a Bad Kreuznach, incarico che ricoprì per due anni. Nel 1978 è stato nominato subregens (vicepreside) del seminario diocesano di Treviri, dove è rimasto fino al 1994. Nel 1985 è stato nominato direttore spirituale del seminario. Dal 1994 al 1997 è stato professore ordinario presso la facoltà di teologia dell'Università di Treviri. In seguito è stato nominato reggente della casa di studio St. Lambert nel Burg Lantershofen.

### Ministero episcopale
Il 16 aprile 1999 è stato nominato da papa Giovanni Paolo II vescovo ausiliare di Treviri e contestualmente vescovo titolare di Uzalis. Ha ricevuto la consacrazione episcopale nella cattedrale di Treviri il 30 maggio seguente dal vescovo Hermann Josef Spital, co-consacranti i vescovi Franz-Josef Bode e Alfred Kleinermeilert. È tato incaricato come vicario per il distretto della visitazione del Saarland.
Il 4 aprile 2003 è stato nominato dallo stesso papa terzo vescovo di Essen. Ha preso possesso della diocesi il 6 luglio seguente. 
Il 19 dicembre 2008 è stato nominato da papa Benedetto XVI settantaseiesimo vescovo di Münster, dopo essere stato eletto dal capitolo della cattedrale, succedendo a Reinhard Lettmann. Ha preso possesso della diocesi il 29 marzo 2009. Il 21 agosto 2010 gli è stata conferita la cittadinanza onoraria di Wassenach.
Il 16 dicembre 2013 papa Francesco lo ha nominato membro della Congregazione per i vescovi.
Il 9 marzo 2025 lo stesso papa ha accolto sua rinuncia, presentata per raggiunti limiti d'età nell'ottobre 2024, al governo pastorale della diocesi di Münster.

## Araldica
Dopo essere stato nominato vescovo ha assunto uno stemma episcopale. Dopo essere stato nominato vescovo di Münster, ha adottato un nuovo stemma. Sul suo attuale stemma, i campi a strisce gialle e rosse in alto a sinistra e in basso a destra dello scudo sono presi dallo stemma della diocesi di Münster. L'aquila nel campo in alto a destra è indicativa della città di Wassenach, poiché un'aquila è presente nel suo stemma, ed era già presente nei suoi precedenti stemmi come vescovo di Essen e vescovo ausiliare di Treviri. Inoltre, l'aquila si riferisce al suo motto episcopale latino Annuntiamus vobis vitam. Le sette spighe di grano nel campo in basso a sinistra fanno riferimento alle origini contadine di Genn. Tuttavia, il loro numero simboleggia anche la pienezza della vita e i credenti di Dio che si riuniscono da tutte le direzioni con fame e sete di vita.

## Posizioni
Ha sostenuto il cammino sinodale in Germania. Ha sostenuto il documento "Leben in gelingenden Beziehungen - Grundlinien einer erneuerten Sexualethik", che presenta una riforma dell'etica sessuale cattolica, ad esempio per le unioni tra persone dello stesso sesso.

## Genealogia episcopale e successione apostolica
La genealogia episcopale è:
- Cardinale Scipione Rebiba
- Cardinale Giulio Antonio Santori
- Cardinale Girolamo Bernerio, O.P.
- Arcivescovo Galeazzo Sanvitale
- Cardinale Ludovico Ludovisi
- Cardinale Luigi Caetani
- Cardinale Ulderico Carpegna
- Cardinale Paluzzo Paluzzi Altieri degli Albertoni
- Papa Benedetto XIII
- Papa Benedetto XIV
- Papa Clemente XIII
- Cardinale Marcantonio Colonna
- Cardinale Giacinto Sigismondo Gerdil, B.
- Cardinale Giulio Maria della Somaglia
- Cardinale Carlo Odescalchi, S.I.
- Vescovo Eugène de Mazenod, O.M.I.
- Cardinale Joseph Hippolyte Guibert, O.M.I.
- Cardinale François-Marie-Benjamin Richard
- Cardinale Pietro Gasparri
- Arcivescovo Cesare Orsenigo
- Cardinale Josef Frings
- Vescovo Michael Keller
- Vescovo Heinrich Tenhumberg
- Vescovo Reinhard Lettmann
- Vescovo Hermann Josef Spital
- Vescovo Felix Genn

La successione apostolica è:
- Vescovo Ludger Schepers (2008)
- Vescovo Bernardo Johannes Bahlmann, O.F.M. (2009)
- Vescovo Dieter Geerlings (2010)
- Vescovo Christoph Hegge (2010)
- Vescovo Wilfried Theising (2010)
- Vescovo Stefan Zekorn (2011)
- Vescovo Rolf Lohmann (2017)